# Lethrus obtritus
Lethrus obtritus är en skalbaggsart som beskrevs av Nikolajev 1976. Lethrus obtritus ingår i släktet Lethrus och familjen tordyvlar. Inga underarter finns listade i Catalogue of Life.